# Латинская лямбда
⅄, λ (латинская лямбда) — буква расширенной латиницы. Используется в американском фонетическом алфавите, языках хейлцук-увикяла, где является 21-й буквой алфавита, и языке пилага. Её заглавная форма выглядит как перевёрнутая латинская буква Y, хотя буква происходит от греческой буквы лямбда.

## Использование
Строчная греческая буква лямбда рекомендовалась для звука [ʎ] Францем Боасом в 1916 году. Боас также использовал капительную греческую букву (ᴧ) для глухого звука.
В 1936 году Даймонд Дженнесс использовал строчную лямбду для звонкой альвеолярной латеральной аффрикаты [d͡ɮ] в эскимосском, и это использование было рекомендовано для американского фонетического алфавита в 1934 году антропологами и лингвистами Джорджем Герцогом, Стэнли С. Ньюманом, Эдуардом Сепиром, Мэри Хаас Сводеш, Моррисом Сводеш и Чарльзом Ф. Фёгелином.

## Юникод
В Юникоде данная буква отсутствует, поэтому не может быть набрана в электронном виде в совместимых со стандартом шрифтах, хотя строчная буква может быть выведена на экран как её аналог в греческом алфавите (λ). Заглавная форма передаётся буквоподобным символом (⅄).